# Grassy Butte
Grassy Butte ist ein Ort (populated place,Census Class Code U6) im Südosten des McKenzie County im US-Bundesstaat North Dakota, in den USA.
Grassy Butte besitzt nebst einer Kirche auch eine Tankstelle und ein Lebensmittelladen.
Das historische Posthaus Grassy Butte Post Office, wurde 1914 errichtet und wurde am 26. November 1980 vom National Register of Historic Places mit der Nummer 80002919 in die Register aufgenommen.